# Aganisia pulchella
Aganisia pulchella là một loài lan. Đây là loài điển hình của chi Aganisia.

## Hình ảnh

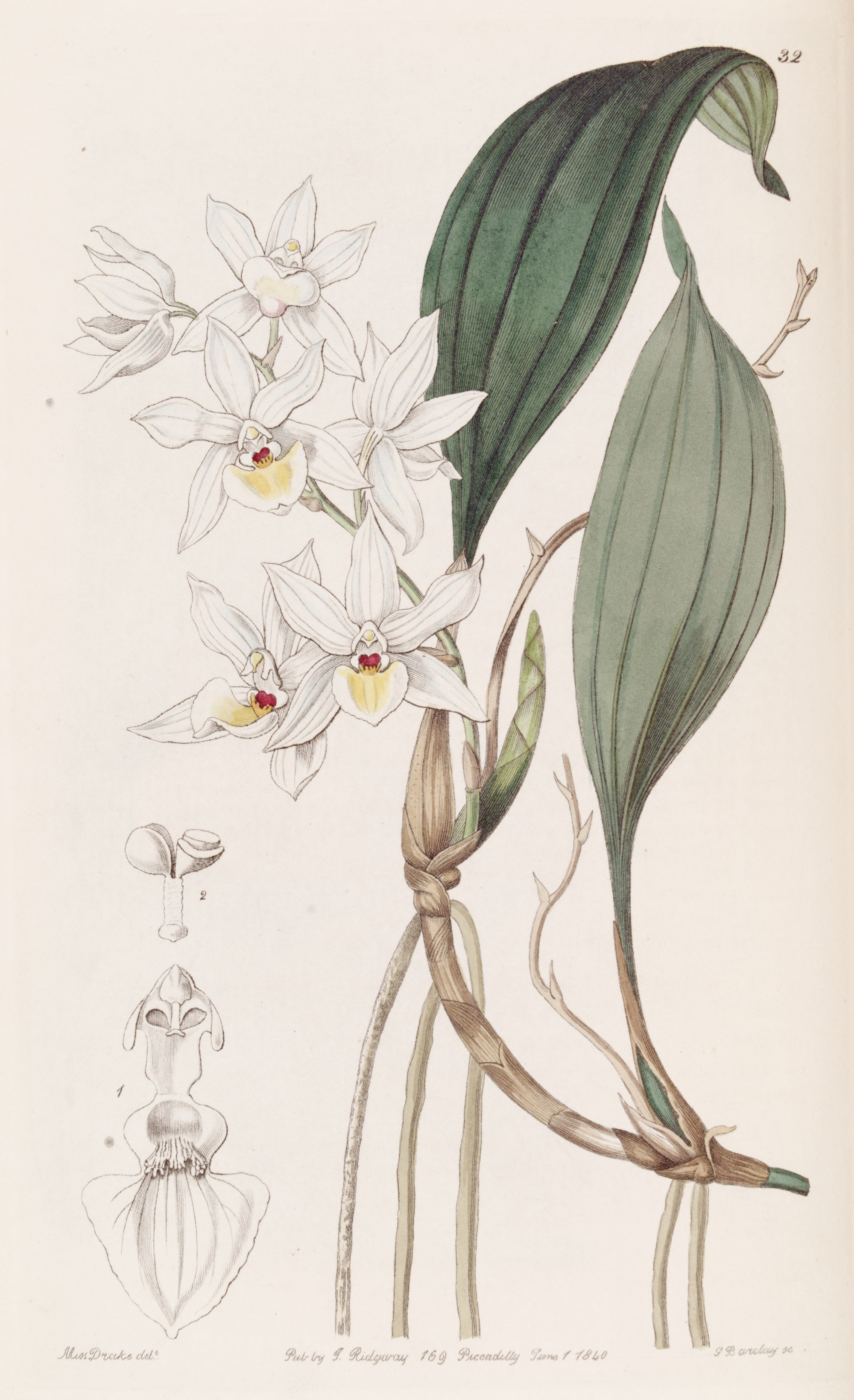
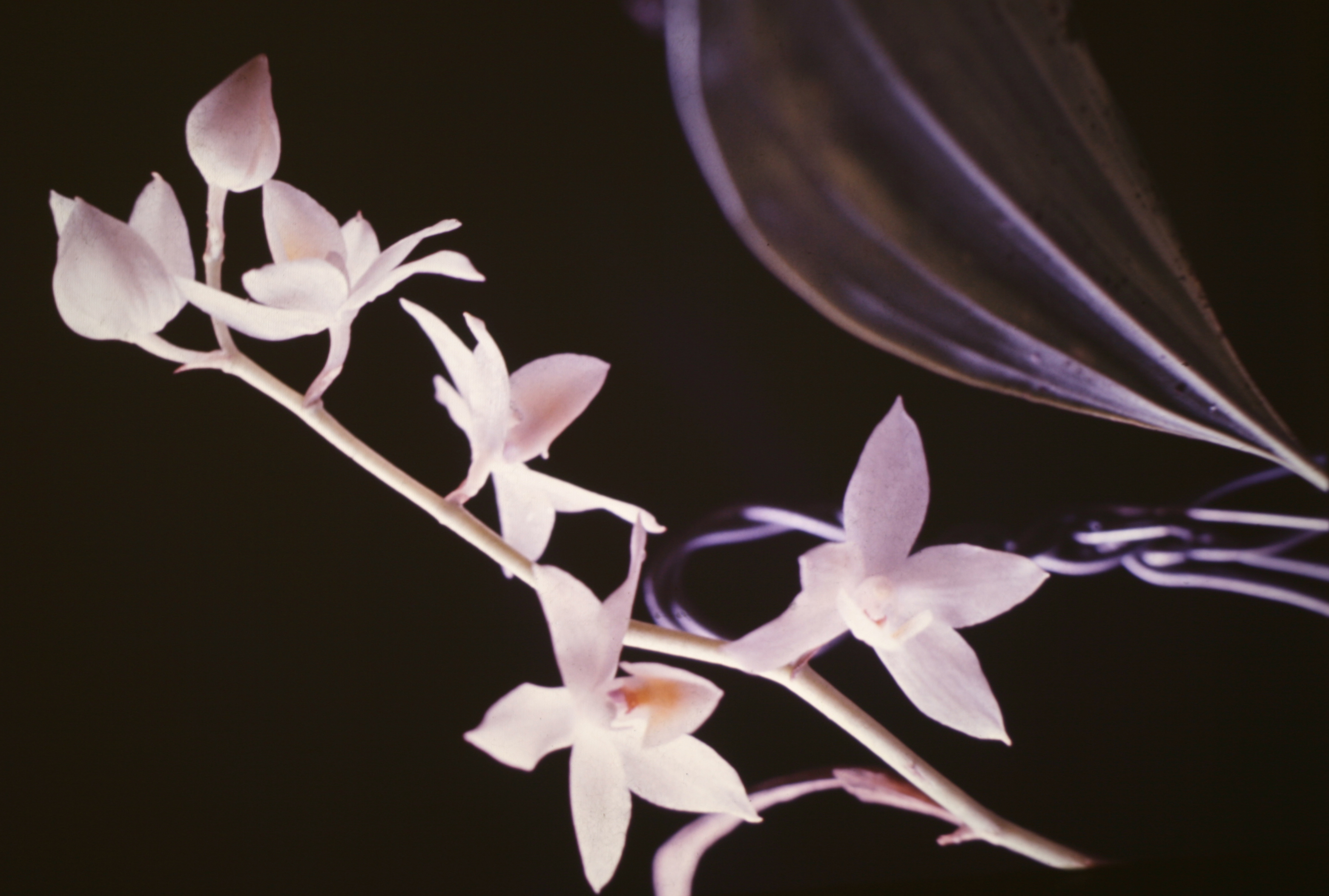
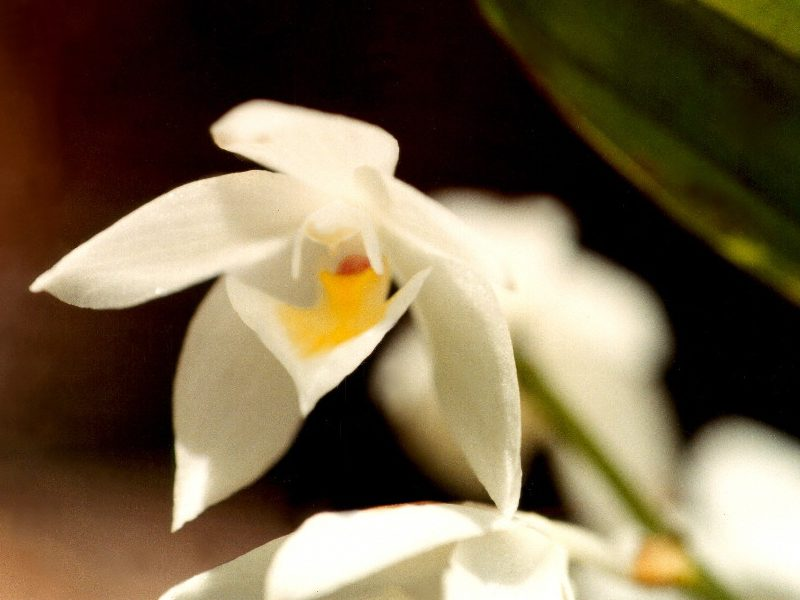